# Петар Сучић
Петар Сучић (Ливно, 25. октобар 2003) је хрватски фудбалер који тренутно наступа за Интер из Милана. Игра на позицији везног играча.
Сучић је рођен у Ливну и и наступао је за млађе селекције Босне и Херцеговине до 2023. године. Марта 2024. године добио је хрватски пасош и одлучио наступати за Хрватску. За репрезентацију Хрватске дебитовао је септембра исте године. Његов рођак је хрватски фудбалер Лука Сучић.

## Успеси
Зрињски Мостар
- Премијер лига Босне и Херцеговине (1) : 2022/23.[5]
- Куп Босне и Херцеговине (1) : 2022/23.[6]

 Динамо Загреб
- Прва лига Хрватске (1) : 2023/24.[7]
- Куп Хрватске (1) : 2023/24.[8]
- Суперкуп Хрватске  (1) : 2023.[9]